# (3330) Gantrisch
(3330) Gantrisch – planetoida z pasa głównego asteroid okrążająca Słońce w ciągu 5 lat i 215 dni w średniej odległości 3,15 j.a. Została odkryta 12 września 1985 roku w Zimmerwald Observatory w Szwajcarii przez Thomasa Schildknechta. Nazwa planetoidy pochodzi od szczytu Gantrisch należącego do Alp Berneńskich. Przed nadaniem nazwy planetoida nosiła oznaczenie tymczasowe (3330) 1985 RU1.